# بالا سویودلو
بالا سویودلو (به لاتین: Bala Söyüdlü) یک منطقه مسکونی در جمهوری آذربایجان است که در شهرستان شکی واقع شده است.